# Гуцульские Альпы
Гуцульские Альпы (Раховский кристаллический массив, Мармароси) — часть Мармарошские-Буковинские вершины (Мармарошского массива), расположенная между долинами Белой Тисой (на севере), Тисой, Вишеу (на западе) и Рускова (Русская река) (на юге). Украинская часть Гуцульских Альп расположена в южной части Раховского района Закарпатской области и называется Раховские горы.
Гуцульские Альпы — это самые разнообразные и живописные горы в Украинских Карпатах благодаря значительной высоте (свыше 1900 м), разнообразной геологическом строении (гнейсы, кристаллические сланцы, известняки, вулканические породы), глубоким долинам (до 1500 м).
Гуцульские Альпы покрыты еловыми лесами, выше которых простираются полонины. Население скученное в долинах рек Белой Тисы (село Богдан), Тисы (город Рахов) и Русской Реки (села Петрова, Передя).
Гуцульские Альпы делятся на две части:
1. гнейсов массив горы Поп Иван Мармароский (1936 м), в форме мощной пирамиды.
2. базальтовый массив горы Фаркеу (1961 м) и известняковый — горы Михайлекула (1920 м).

Через Гуцульские Альпы проходит украинско-румынская граница.

## Некоторые вершины
- Поп Иван Мармароский (1936 м)
- Нениска Малая (1820 м)
- Нениска Большая (Мика-Маре) (1815 м)
- Петрос (1784 м)
- Берлебашка (1733 м)